# Microsoft Bookings
Microsoft Bookings est une solution qui permet aux petites entreprises de planifier et de gérer les rendez-vous avec leurs clients à l'aide d'un calendrier partagé. Il fait partie de la famille de produits Microsoft Office.
Une page web donne la possibilité à des clients de rechercher les créneaux horaires disponibles et de programmer des rendez-vous. Des confirmations et rappels automatiques aident à s’organiser, évitent les oublis et permettent de se coordonner sur des changements éventuels de planning. Cette solution permet d'éviter l'interaction d'une personne pour la coordination d'un rendez-vous.

## Histoire
L’augmentation rapide de l’adoption des smartphones et de l'arrivée d'Internet, la nécessité d’optimiser les performances des entreprises en gagnant du temps tout en réduisant les défections et l’administration sont les principaux facteurs à l’origine du développement du marché mondial des logiciels de prise de rendez-vous. On distingue 2 types de solutions basé sur le web en mode Saas ou sous forme d'application mobile.
Dès Le 20 juillet 2016, Microsoft a lancé Bookings aux États-Unis et au Canada avec une licence Office 365 Business Premium. Le 20 mars 2017, Microsoft a officiellement lancé Bookings dans le monde entier, y compris pour Android et iOS.
Appointy et Calendly sont considérés comme les concurrents les plus sérieux à Microsoft Bookings car leurs solutions s'adaptent aussi aux grandes entreprises.

## Disponibilité
L'application est disponible pour les abonnés à Office 365 Business Premium . Les petites entreprises peuvent ainsi l'intégrer allouer les rendez-vous demandés en fonction des disponibilités des employés et les prévenir via la messagerie Outlook.